# Paralelo 29 S
O Paralelo 29 S é um paralelo no 29° grau sul no plano equatorial terrestre .
Começando no Meridiano de Greenwich e tomando a direcção do Leste, o paralelo 29º S passa por:
| País, território ou mar | Notas |
| ----------------------- | --- |
| Oceano Atlântico        | |
| África do Sul           | |
| Lesoto                  | |
| África do Sul           | |
| Oceano Índico           | |
| Austrália               | Austrália Ocidental Austrália Meridional Fronteira Queensland / Nova Gales do Sul (ocasionalmente diverge para sul do paralelo) Nova Gales do Sul Queensland Nova Gales do Sul |
| Oceano Pacífico         | |
| Ilha Norfolk            | |
| Oceano Pacífico         | Passa a norte da Ilha Raoul, Ilhas Kermadec, Nova Zelândia |
| Chile                   | |
| Argentina               | |
| Brasil                  | |
| Oceano Atlântico        | |